# Дювалл (Вашингтон)
Дювалл (англ. Duvall) — місто (англ. city) в США, в окрузі Кінг штату Вашингтон. Населення — 8034 особи (2020).

## Географія
Дювалл розташований за координатами 47°44′7″ пн. ш. 121°58′20″ зх. д. / 47.73528° пн. ш. 121.97222° зх. д. (47.735386, -121.972300).  За даними Бюро перепису населення США в 2010 році місто мало площу 6,45 км², з яких 6,39 км² — суходіл та 0,06 км² — водойми.

## Демографія
Згідно з переписом 2010 року, у місті мешкало 6695 осіб у 2224 домогосподарствах у складі 1816 родин. Густота населення становила 1038 осіб/км².  Було 2315 помешкань (359/км²).
Расовий склад населення:
| - 89,7 % — білих - 2,7 % — азіатів - 0,5 % — корінних американців - 0,4 % — чорних або афроамериканців - 2,9 % — осіб інших рас |

До двох чи більше рас належало 3,8 %. Частка іспаномовних становила 7,7 % від усіх жителів.
За віковим діапазоном населення розподілялося таким чином: 33,8 % — особи молодші 18 років, 61,7 % — особи у віці 18—64 років, 4,5 % — особи у віці 65 років та старші. Медіана віку мешканця становила 34,4 року. На 100 осіб жіночої статі у місті припадало 98,0 чоловіків;  на 100 жінок у віці від 18 років та старших — 96,4 чоловіків також старших 18 років.
Середній дохід на одне домашнє господарство  становив 128 750 доларів США (медіана — 117 674), а середній дохід на одну сім'ю — 150 703 долари (медіана — 141 382). За межею бідності перебувало 7,5 % осіб, у тому числі 9,7 % дітей у віці до 18 років та 6,1 % осіб у віці 65 років та старших.
Цивільне працевлаштоване населення становило 3839 осіб. Основні галузі зайнятості: освіта, охорона здоров'я та соціальна допомога — 17,6 %, науковці, спеціалісти, менеджери — 16,4 %, роздрібна торгівля — 14,1 %.